# Bernard Borggreve
Bernard Borggreve, född 6 juli 1836, död 5 april 1914, var en tysk skogsvetare.
Borggreve var direktör för forstakademien i Münden. Hans viktigaste arbeten är Die Forstreinertragslehre (1877) och Die Holzzucht (1885). Han utgav 1877-1889 tillsammans med Oberforstmeister Grünert, senare ensam Forstliche Blätter.